# Stacze (powiat olecki)
Stacze (niem. Statzen) – wieś w Polsce położona w województwie warmińsko-mazurskim, w powiecie oleckim, w gminie Kowale Oleckie.
W latach 1975–1998 miejscowość należała administracyjnie do województwa suwalskiego.
Wieś założona przez Staczka (nazw wsi od nazwiska zasadźcy) w 1564 w wyniku lokacji na prawie lennym, kiedy książę Albrecht nadał 50 włók von Nositzowi koło Jabłonowa, a w 1565 roku dodatkowo 60 włók w sąsiedztwie. Na tym dodatkowym nadaniu powstały później Rdzawe (wsi już nie ma, ale pozostała nazwa jeziora - Rdzawe, na północ od Jabłonowa) i Golubie Wężewskie. Łączny obszar tej lokacji wynosił 110 włók.
W XVIII wieku dwór i wieś szlachecka znajdowały się w rękach rodziny Łęckich. Szkoła we wsi powstała w połowie XVIII wieku. W latach międzywojennych w szkole zatrudniony był jeden nauczyciel. W 1938 r. we wsi było 204 mieszkańców.
Zobacz też: Stacze, Jezioro Stackie